# Districtul Mueang Yala
Mueang Yala (în thailandeză เมืองยะลา) este un district (Amphoe) din provincia Yala, Thailanda, cu o populație de 165.005 locuitori și o suprafață de 258,0 km².